# Pseudodiastylis delamarei
Pseudodiastylis delamarei är en kräftdjursart som beskrevs av Daniel Reyss 1975. Pseudodiastylis delamarei ingår i släktet Pseudodiastylis och familjen Lampropidae. Inga underarter finns listade i Catalogue of Life.